# Heliophanus orchestioides
Heliophanus orchestioides là một loài nhện trong họ Salticidae.
Loài này thuộc chi Heliophanus. Heliophanus orchestioides được Roger de Lessert miêu tả năm 1925.